# Ослябя (броненосец)
«Осля́бя» — второй броненосец типа «Пересвет», открывший список жертв Цусимского сражения.

## Основные характеристики
Нормальное водоизмещение фактическое 14 408 т, нормальное по проекту 12 674 т; длина наибольшая 132,4 м, по конструктивной ватерлинии 130 м, между перпендикулярами 122,3 м; ширина 21,8 м; осадка по проекту 7,93 м, фактическая при нормальном водоизмещении 8,76 м. Коэффициент общей полноты 0,576; увеличение водоизмещения на 1 см осадки 20,55 т; площадь грузовой ватерлинии 2038,8 м²; площадь мидель-шпангоута 121,8 м².
Скорость проектная 18 уз, средняя на испытаниях 18,33 уз; мощность машин проектная 14 500 индикаторных л. с., на испытаниях 15 051 и. л. с.; дальность плавания расчётная 10-уз ходом 5610 миль. Запас угля нормальный 1046 т, полный 2148 т.
Вооружение: четыре 254-мм, одиннадцать 152-мм, двадцать 75-мм, двадцать 47-мм и шесть 37-мм пушек, два 63,5-мм десантных орудия Барановского, пять 381-мм торпедных аппаратов.
Бронирование (гарвеевская сталь): главный пояс 229—178; верхний пояс 102; траверзы 178—102; палуба 82,6—50,8 мм; башни 229; барбеты 203; казематы 127 или 127 и 51 (данные разнятся); рубки 152 и 102 мм.

## Описание конструкции

### Корпус
Продольный набор корпуса включал вертикальный киль длиной 89 м из листов толщиной 12,7 мм, склёпанный из двух 15,9-мм листов горизонтальный киль и по пять стрингеров с каждого борта. Продолжением киля служили бронзовые форштевень и ахтерштевень; последний крепился к килю заклёпками, а не болтами, как на «Пересвете» и «Победе». Кроме того, имелись тиковый наружный киль и дубовый фальшкиль, а также скуловые кили высотой 0,76 м, обшитые деревом и медью.
Подводная часть корпуса была обшита тиковыми досками толщиной 4 дюйма (102 мм) в один слой, «как в английском флоте». Доски крепились бронзовыми болтами. Между наложенными поверх досок медными листами и деревом в два слоя прокладывалась просмолённая бумага.
Верхняя палуба имела настил из тиковых досок (на головном корабле использовалась сосна).

### Бронирование
Главный броневой пояс по ватерлинии состоял из плит гарвеевской стали высотой 2,35 м, при нормальной осадке уходящих под воду на 1,44 м. Плиты, защищавшие машинно-котельные отделения, имели толщину 229 мм, постепенно утончаясь под водой до 127 мм. В районе башен стояли более тонкие плиты, имевшие в надводной части толщину 178 мм, которая под водой уменьшалась до 102 мм. Главный пояс замыкался на 18-м и 96-м шпангоутах броневыми траверзами из 178-мм плит; его длина составляла около 95 м.
Над главным поясом был расположен верхний пояс, состоящий из 102-мм плит, замыкавшийся траверзами ломаной формы на 35—37 и 77—82 шпангоутах. Он был значительно короче главного пояса (около 49 м) и защищал пространство примерно от первой дымовой трубы до кормовых казематов 152-мм орудий включительно. В эту зону попадали основания дымоходов и цилиндры главных машин корабля.
Горизонтальная защита была представлена карапасной бронепалубой, простиравшейся на всём протяжении корабля и имевшей скосы не только к бортам, но и к оконечностям. На протяжении броневой цитадели её края упирались в нижние кромки главного пояса, а толщина составляла 38,1 мм брони плюс 12,7 мм стальной настилки, что в сумме давало 50,8 мм. Вне цитадели толщина брони составляла от 38,1 до 57,2 мм, а толщина настилки — 25,4 мм, что в сумме давало защиту толщиной от 63,5 до 82,6 мм (более толстыми выполнялись скосы бронепалубы). По всей вероятности, бронепалуба была изготовлена из новой «экстрамягкой никелевой стали» (на головном корабле серии, «Пересвете», из-за технологических сложностей, возникших в начале производства нового вида брони, применили обычную судостроительную сталь).
Определённую роль в горизонтальной защите играла также жилая (батарейная) палуба, бывшая крышей верхней цитадели. Её толщина в пределах цитадели составляла в основном 63,5 мм, уменьшаясь до 50,8 мм в казематах 152-мм орудий.
Башни главного калибра защищались 229-мм бронёй, а их барбеты — 203-мм, причём последняя была заказана в Германии (вероятно, она принадлежала к ранним образцам стали, закалённой по способу Круппа, на заводе которого изготавливалась). Крыши башен имели толщину 50,8 мм.
Относительно защиты казематов 152-мм орудий данные разнятся. По одним источникам выходит, что бортовая броня всех казематов составляла 127 мм, по другим — 51 мм, кроме казематов двух средних орудий (по одному с каждого борта), защищённых 127-мм плитами. От продольного огня казематы были защищены носовым и кормовым траверзами, перекрывавшими два межпалубных пространства — от навесной до батарейной палубы. Толщина носового траверза составляла 127 мм, кормового — 102 мм. Внутренние переборки казематов имели толщину 38,1 и 19 мм. Навесная палуба, служившая крышей верхним казематам, имела над ними толщину 20,3 мм. Сами казематные орудия имели щиты толщиной 63,5 мм.
Носовая боевая рубка защищалась 152-мм бронёй, кормовая — 102-мм. Их крыши имели толщину, вероятно, 50,8 мм.
На пространстве между батарейной и верхней палубами дымоходы защищались 51-мм или 38-мм бронёй (данные разнятся), однако до навесной палубы эта защита доведена не была. Аналогичной бронёй прикрывались и элеваторы боеприпасов, проходившие выше бронепояса.

### Артиллерийское вооружение

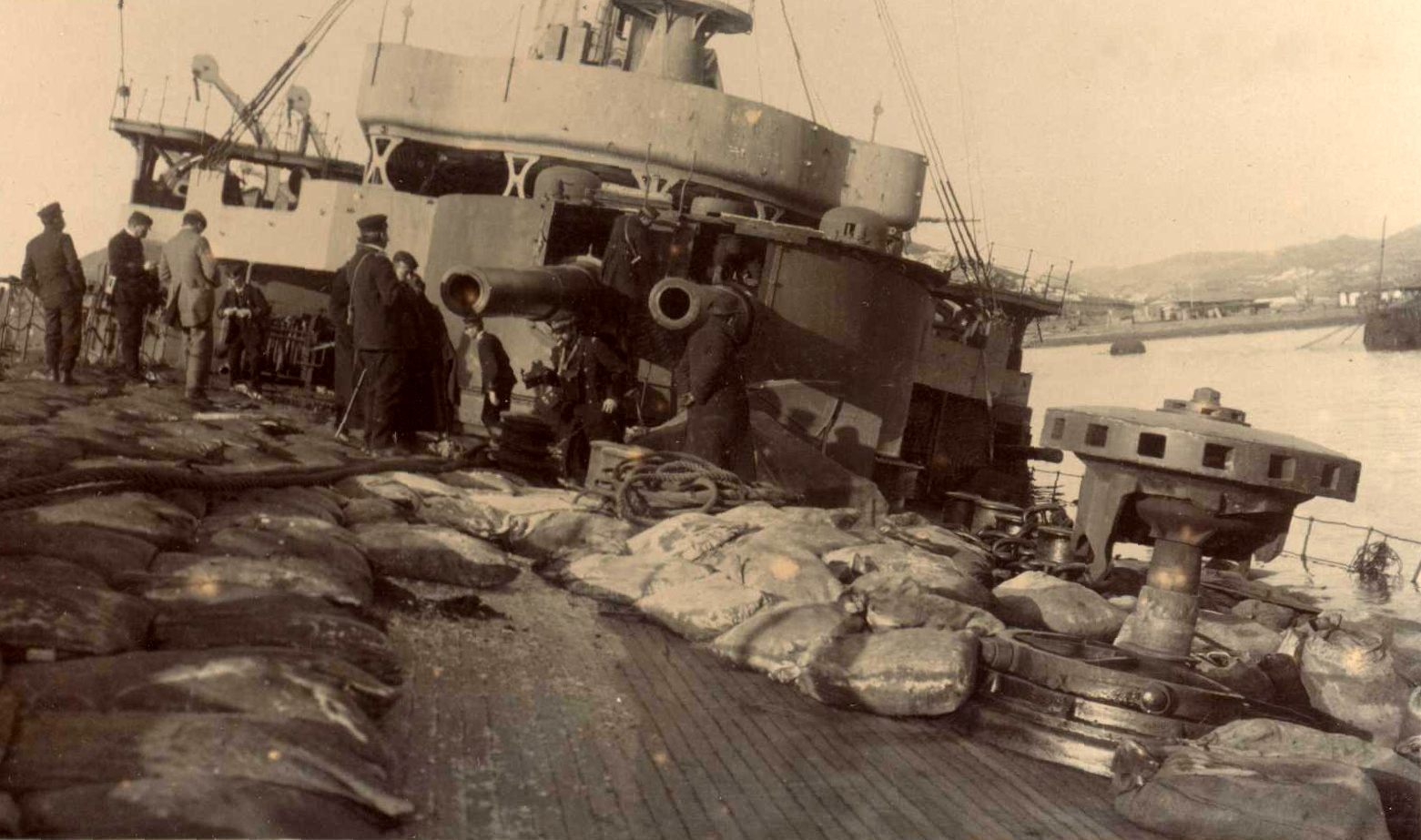
Японцы изучают кормовую башню «Победы», январь 1905

Главный калибр включал четыре 254-мм орудия с длиной ствола 45 калибров, установленные в двух башнях производства Путиловского завода (сами пушки изготавливал Обуховский завод). Башни и башенные механизмы приводились в движение электричеством, что в России было новшеством: до этого тяжёлые установки главного калибра оснащались гидроприводами. Замки орудий могли открываться автоматически, используя энергию отката после выстрела. Горизонтальный сектор наведения каждой башни составлял 270°, углы вертикального наведения орудий находились в пределах от −5° до +35°.
Ещё во время испытаний артиллерии «Пересвета» выявилась недостаточная прочность орудий и их станков, что заставило уменьшить пороховой заряд, увеличить массу ствола (на «Ослябе» поставили самые лёгкие пушки — каждый ствол весил 24 т вместо первоначально предполагавшихся 22 т) и ограничить предельный угол возвышения величиной +25°, хотя технический предел, как уже указывалось, составлял +35°.
По результатам испытаний выяснилось, что на заряжание орудия уходило 1 мин 22 с времени. Вертикальное наведение от 0° до 35° электроприводом выполнялось за 16 с, а вручную — за 49 с. Горизонтальное наведение (поворот на 180°) с помощью электропривода требовало 53 с, вручную — 3 мин 5 с для носовой башни и 4 мин 25 с для кормовой.
Штатный боекомплект включал на один ствол по 80 выстрелов: 23 бронебойных и фугасных, 26 чугунных и 8 сегментных (по другим данным, по 75 выстрелов на ствол).
Средний калибр включал одиннадцать 152-мм орудий системы Канэ с длиной ствола 45 калибров. Восемь из них располагались в четырёх двухъярусных казематах по углам верхней цитадели (пушки стояли на батарейной и верхней палубах; крышей казематов служила навесная палуба), ещё два — в двух центральных казематах на верхней палубе (по одному с каждого борта), а последнее — в носовой части под палубой полубака, но защищалось лишь щитом.
На каждую пушку приходилось по 180 выстрелов: по 47 бронебойных, фугасных, чугунных, 31 сегментный и 8 картечных (по другим данным, по 220 выстрелов на ствол).
Противоминный калибр был представлен в первую очередь двадцатью 75-мм пушками Канэ с длиной ствола 45 калибров. По восемь таких орудий стояло в средней части корабля на батарейной и верхней палубах между казематами 152-мм пушек (по четыре орудия на борт на каждой из палуб). Оставшиеся четыре стояли на навесной палубе под носовым и кормовым мостиками (по два орудия на борт).
Боекомплект 75-мм орудий включал по 125 бронебойных и 175 чугунных унитарных патронов на ствол.
Помимо 75-мм, на «Ослябе» имелась многочисленная малокалиберная противоминная артиллерия. Первоначально на нём предполагалось установить 14 47-мм пушек Гочкиса, но впоследствии их число увеличили до 20. Шесть из них стояло на батарейной палубе (по три с каждого борта), четыре — на навесной, по две на носовом и кормовом мостиках, четыре на фор-марсе и две на кормовой части навесной палубы. В отличие от «Пересвета», боевого марса на грот-мачта у «Осляби» не было. К каждому 47-мм орудию полагалось иметь 540 стальных и 270 чугунных гранат.
А вот количество 37-мм пушек Гочкиса было уменьшено с первоначально запланированных десяти до шести или восьми единиц. Они предназначались главным образом для вооружения катеров и шлюпок (по одной пушке на каждый из четырёх паровых катеров и двух баркасов).
Для вооружения десанта имелись две 63,5-мм пушки Барановского, а также семь пулемётов.

### Минное вооружение
Корабль имел три надводных и два подводных минных аппарата. Один надводный аппарат находился в носу, два других — по бортам в районе 45-го шпангоута. Подводные аппараты размещались в трюме между 26-м и 30-м шпангоутами. Боекомплект включал по шесть мин Уайтхеда для надводных и подводных аппаратов (они различались длиной — 5,6 и 5,2 м соответственно).
Для вооружения катеров предусматривались съёмные аппараты для самоходных и метательных мин (по два). Боекомплект включал четыре 4,58-м самоходные мины и шесть метательных. Кроме того, катера можно было вооружить шестовыми минами (в трюме хранилось 8 штук с зарядом 6,75 кг каждая).
В минном трюме на 13—19 шпангоутах хранилось 50 сфероконических мин заграждения.

### Силовая установка
Три главные паровые машины тройного расширения производства Балтийского завода были установлены в индивидуальных отсеках. Ход поршня для всех машин составлял 990 мм, диаметры цилиндров высокого, среднего и низкого давления — 965, 1420 и 2130 мм соответственно. Контрактная мощность всех трёх машин составляла 14 500 индикаторных л. с., на испытаниях она была превышена на 533 и. л. с., хотя машины давали всего по 102 об/мин вместо 115.
Паром механизмы обеспечивали 30 паровых котлов Бельвиля модели 1894 года с общей поверхностью нагрева 4036,5 м² и площадью колосниковых решёток 129,36 м², размещённые в трёх котельных отделениях. Давление пара на выходе из котлов достигало 17 атм (на ходовых испытаниях — всего 11,8 атм). Тяга обеспечивалась дымовыми трубами высотой от колосниковых решёток 27 м, предусмотрено было и искусственное нагнетание воздуха (вентиляторы составляли избыточное давление в пределах 12,7 мм водяного столба), применяемое для достижения машинами полной мощности.
В процессе приёмки выяснилось, что машины на 103,15 т тяжелее, чем положено по спецификации, а котлы на 88,8 т легче.
Машины вращали три четырёхлопастных бронзовых гребных винта. Бортовые винты имели диаметр по 4,88 м, средний — 4,72 м. Гребные валы могли разобщаться от машин с помощью специальных муфт.

### Оборудование
Электроэнергию напряжением 105 В (сеть постоянного тока) вырабатывали четыре динамо-машины с силой тока по 1000 А и две по 640 А, находившиеся на батарейной палубе в районе 62—63 шпангоутов. Общая мощность судовой электростанции составляла 555 кВт.
Боевое освещение было представлено шестью прожекторами Манжена диаметром 75 см с электрическим дистанционным управлением. Кроме того, 40-см прожекторы устанавливались на катерах. Два прожектора были установлены на носовом мостике, ещё два — по бортам на коечных сетках напротив третьей дымовой трубы, последние два — в конце кормового мостика.
Электрическим приводом были оснащены орудийные башни, рулевое устройство, элеваторы подачи боеприпасов, шпили, вентиляторы (часть из них имела запасные паровые приводы) и др.
По первоначальному проекту корабль должен был получить по 30 телефонов системы Колбасьева и электрических колоколов громкого боя, но в ходе постройки их число увеличили соответственно до 41 и 38.
Водоотливная система включала девять водоотливных турбин производства Балтийского завода производительностью по 750 т/ч, а также паровые насосы системы Вортингтона (по 172,6 т/ч) 12,7-см помпами Стона.
Якорное устройство включало четыре становых якоря Мартина весом по 7 т. Цепи из звеньев калибра 63,5 мм имели длину 70 саженей и весили по 11 т. Запасные якоря хранились по бортам в носовой части.
В отличие от «Пересвета», грот-мачта «Осляби» не имела боевого марса, он имелся лишь на фок-мачте. Ещё одним отличием был специальный мостик, соединяющий носовой и кормовой мостики: на других кораблях серии попасть с одного на другой можно было только спустившись на палубу.
Плавсредства включали четыре паровых катера (два более крупных именовались минными, поскольку предполагалось их вооружать аппаратами для стрельбы самоходными минами Уайтхеда; «обычные» паровые катера вооружались метательными минными аппаратами), два 20-вёсельных баркаса, по два 16- и 12-вёсельных катера, два 6-вёсельных яла и два вельбота. Длины минных катеров составляли 17,1 и 15,2 м, паровых — 10,4 м. По бортам в средней части навесной палубы размещались паровые катера, затем баркасы и минные катера, спускавшиеся на воду шлюпбалками. Остальные шлюпки размещались на кильблоках на кормовом мостике по сторонам грот-мачты и опускались стрелами, закреплёнными на ней.

### Экипаж
По штату численность экипажа составляла 28 офицеров и 750 нижних чинов.

## Проектирование, постройка и испытания

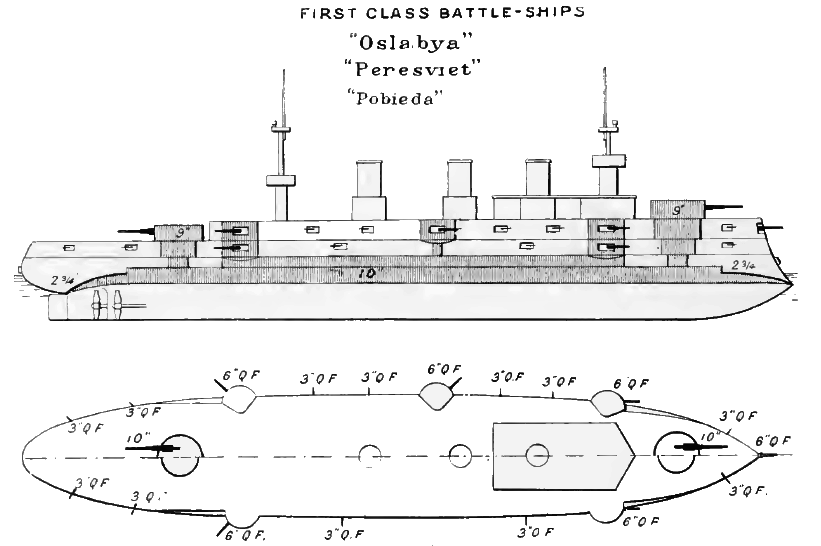
Рисунок

«Ослябя» строился по одному проекту с головным кораблём серии броненосцем «Пересвет», с которым был официально заложен в один день — 9 ноября 1895 года (наряд на строительство был выдан 29 июля; здесь и далее даты даны по старому стилю), но не на Балтийском заводе, а в Новом Адмиралтействе, лишь машины 22 декабря заказали Балтийскому заводу. «Ослябя», как и его однотипный корабль, 3 октября 1895 г. был зачислен в списки флота и получил название в память одного из иноков Троице-Сергиевой лавры, которого Сергий Радонежский отправил на Куликовскую битву — Родиона Осляби.
Строителем «Осляби» сначала назначили корабельного инженера А. И. Мустафина, которого позже сменил А. Е. Леонтьев. За постройкой механизмов наблюдал старший инженер-механик Г. И. Калиновский. Работы в Новом Адмиралтействе шли намного медленнее, чем на Балтийском заводе. Правда, спуск на воду состоялся не намного позже, чем «Пересвета» — 27 октября 1898 года (головной корабль спустили 7 мая), но дальше темп работ ещё более снизился. Главный корабельный инженер Петербургского порта Н. А. Субботин в феврале 1900 года подал специальную записку, указывая в ней причины срыва сроков готовности корабля: «Медленность в устройстве водоотливной системы из-за выполнения несколькими фирмами: один делает турбины, другой трубы, третий электромоторы. Появляются вопросы, нарождается переписка, объяснение, обсуждение, а дело стоит. Какая громадная разница с Балтийским заводом. Там всё в одних технических руках, да и завод обладает в сто раз большими средствами для исполнения работ. Что на Балтийском заводе решается и выполняется в месяц, то в Адмиралтействах потребует шесть месяцев, если не более. Пока главные устройства и системы не будут выполняться одной фирмой без дробления одной и той же работы ради некоторой экономии в расходах между несколькими, часто малоопытными в сложных судовых работах контрагентами, достройка судов в казённых Адмиралтействах будет идти черепашьими шагами».
12 июля 1900 года МТК решил грот-мачту «Осляби» поставить на «Победу» в качестве фок-мачты, предварительно удлинив её, а для «Осляби» заказать новую, без боевого марса (именно отсутствие этой конструкции стало главным внешним отличием от головного корабля). Вскоре «Ослябя» наконец-то перешёл своим ходом в Кронштадт, где его достройка продолжилась. В феврале — апреле следующего года он стоял в Александровском доке Кронштадта, где устанавливалась недостающая броня и тиковая обшивка. В процессе проведения этих работ обнаружились деформации во флорах, хотя киль и стрингеры не прогибались. Созданная комиссия пришла к выводу, что у «пересветов» слаб днищевой набор корпуса.
На ходовые испытания корабль вышел лишь 5 сентября 1902 года. В течение четырёх часов было выполнено четыре пробега на мерной миле и достигнута средняя скорость 18,33 уз, причём машины превысили контрактную мощность, развив 4890, 4732 и 5429 л. с. соответственно для правой, средней и левой. Давление пара на испытаниях составляло всего 11,8 атм вместо спецификационных 17 атм, а обороты машин — 102 вместо 115 об/мин. 27 сентября были испытаны вспомогательные механизмы, и 1 ноября комиссия постановила принять силовую установку в казну.
11—12 октября была испытана артиллерия. Работа установок и проверка их стрельбой никаких нарушений не обнаружила, и артиллерийское вооружение было принято в казну. Однако сами испытания проводились в облегчённом режиме, что было вызвано как соображениями экономии, так и проблемами с прочностью орудий и их установок, выявившимися ещё на полигонных испытаниях пушек «Пересвета» в 1900 году. Так, из 11 залпов лишь два были сделаны с предельными углами возвышения (35°), причём только один из них — полным зарядом в 56 кг бездымного пороха. Второй залп произвели с зарядом 42 кг, а остальные, на углах возвышения 5°-10° — и вовсе 34,3 кг.
Отделочные работы и приёмные испытания минных аппаратов продолжались до середины 1903 года.
Общая стоимость постройки корабля составила 11,34 млн рублей — больше, чем у его однотипных кораблей. Причина этого крылась в более высокой стоимости работ в Новом Адмиралтействе, ведь стоимость машин, артиллерии и брони для всех кораблей была почти одинаковой.

## История службы

### Месяцы перед войной

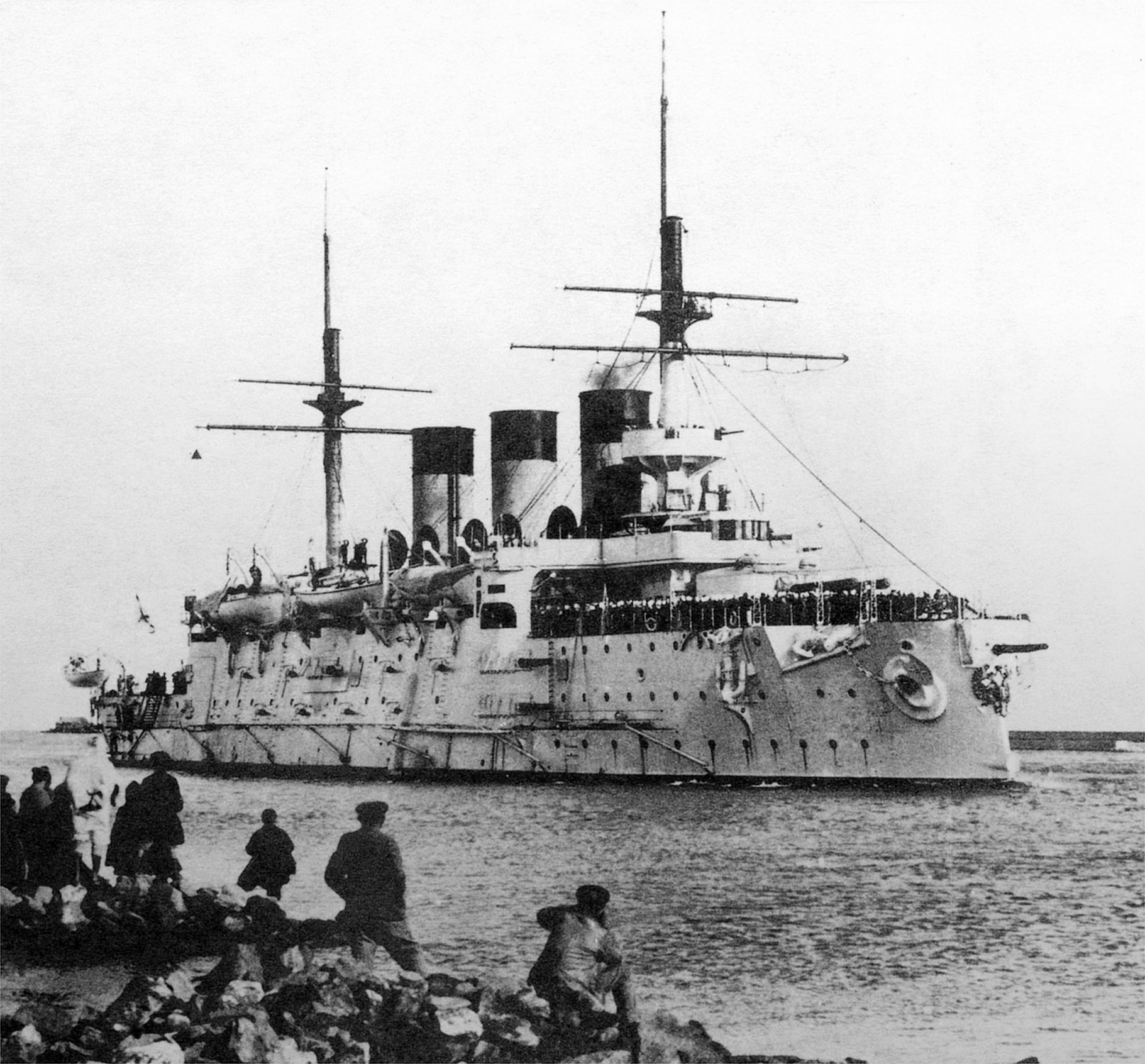
«Ослябя» покидает Бизерту, 27 декабря 1903

Балтику корабль покинул только 25 июля 1903 года вместе с крейсером «Баян», но вскоре они разделились. В ночь с 8 на 9 августа при проходе Гибралтарского пролива броненосец коснулся дна. Осмотр помещений показал, что в средней и кормовой кочегарках два продувочных крана оказались приподнятыми из-за вдавленности обшивки. По прибытии в Алжир корабль осмотрели водолазы, обнаружившие обширные деформации флоров и расхождение обшивки на протяжении 46 шпангоутов. Были сломаны деревянные киль и фальшкиль, вдавлено дно. Кроме того, засоливание воды в междудонном пространстве крайне отрицательно сказывалось на котлах: имевшиеся опреснители имели недостаточную производительность, и приходилось питать котлы испорченной водой. Ситуацию усугубляла низкая квалификация машинно-котельной команды: даже старший механик броненосца Н. А. Тихонов имел опыт обслуживания только огнетрубных котлов, к тому же назначен на корабль был лишь в октябре 1902 г. (обычно старший механик назначался задолго до окончания постройки, поэтому имел возможность тщательно изучить механизмы нового корабля); его помощниками были выпускники Кронштадтского инженерного училища и призванные на военную службу студенты Московского высшего технического училища, ну а о нижних чинах не приходится и говорить. В итоге «Ослябя» был поставлен на срочный ремонт в доке итальянского порта Специя. Один из младших механиков, А. А. Быков, писал в это время своему приятелю по МВТУ: «Корабль наш считается новым, но всё на нём, можно сказать, старое… мы всего три месяца в плавании, а приходится уже чинить всю котельную арматуру… Начальство смотрит на машину как на лишнюю вещь на корабле, и притом вещь грубую, сделанную из железа, чугуна». В ремонте броненосец простоял с 12 октября до начала декабря. По его окончании была проведена проба водой междудонных отделений, показавшая, что обшивка внутреннего дна пропускает воду через швы и заклёпки. Устранение этого дефекта решили отложить до капитального ремонта.
Из Специи броненосец пошёл не прямо на Дальний Восток, как того требовала всё обостряющаяся обстановка, а в Бизерту, где взял на буксир миноносцы № 212 и 213 и вместе с ними вошёл в состав отряда контр-адмирала А. А. Вирениуса, следовавшего в Порт-Артур. 23 ноября А. А. Вирениус обратил внимание инспектора механической части на огромный по сравнению с другими кораблями расход топлива: на стоянке «Ослябя» сжигал до 26 т в сутки, а на 12-уз ходу — до 114 т, в то время как «Цесаревич» — соответственно 8 и 76 т.
31 января 1904 года отряд наконец-то добрался до Джибути и здесь узнал, что уже несколько дней идёт война. А. А. Вирениус, несмотря на решительные протесты С. О. Макарова, получил приказ возвращаться на Балтику, куда «Ослябя» пришёл в апреле и стал в Кронштадте на ремонт. Помимо плановых работ была улучшена система вентиляции.
Задержка отряда, вызванная различными причинами, и последующее возвращение на Балтику имели довольно серьёзные последствия для хода войны. Тихоокеанская эскадра не получила необходимого ей усиления, не было предпринято и попыток использовать «Ослябю» и шедшие вместе с ним крейсера «Аврора» и «Дмитрий Донской» для борьбы с поставками в Японию контрабанды (более того, уже задержанные суда были по приказу из Петербурга отпущены), хотя такая возможность, в принципе, имелась (запасы угля можно было разместить на шедших в составе отряда пароходах Добровольного флота «Саратов» и «Орёл»; кроме того, к моменту начала войны в распоряжении А. А. Вирениуса был зафрахтованный английский пароход «Аберлор» с 5800 тоннами угля). А вот перехват и уничтожение купленных в Италии японских броненосных крейсеров «Ниссин» и «Касуга» вряд ли был возможен: помимо чисто организационно-технической сложности обнаружения неприятельских кораблей, к тому времени миновавших Сингапур, не следует забывать о том, что они, хотя ещё совершенно небоеспособные, шли под британскими флагами и управлялись смешанными японо-английскими экипажами. Таким образом, несмотря на очевидную неправомочность подъёма на них флагов «владычицы морей» (всему миру было прекрасно известно, кому эти корабли в действительности принадлежат), нападение на них могло иметь для России крайне неприятные последствия. На этом фоне, мягко говоря, нелепо выглядят выдвигаемые в адрес контр-адмирала А. А. Вирениуса обвинения некоторых авторов, например, Р. М. Мельникова, считающих, что он, узнав о начале войны, должен был по своей инициативе нагнать и уничтожить эти корабли.

### В составе Второй Тихоокеанской эскадры
После завершения ремонта корабль был включён во 2-ю Тихоокеанскую эскадру в качестве флагмана 2-го броненосного отряда под командованием контр-адмирала Д. Г. Фелькерзама (помимо «Осляби», в него вошли старые броненосцы «Сисой Великий» и «Наварин», а также броненосный крейсер «Адмирал Нахимов»).
2 октября эскадра под командованием вице-адмирала З. П. Рожественского вышла из Либавы и, дойдя до Танжера, разделилась. Основная часть отряда Д. Г. Фелькерзама пошла в Средиземное море, чтобы выйти в Индийский океан через Суэцкий канал, а «Ослябя» присоединился к 1-му боевому отряду и в его составе совершил переход вокруг Африки до Мадагаскара, где отряды вновь соединились, и «Ослябя» снова поднял флаг Д. Г. Фелькерзама.
После стоянки у берегов Мадагаскара эскадра пересекла Индийский океан и некоторое время находилась у берегов французского Индо-Китая, где соединилась с отправленной вдогонку 3-й Тихоокеанской эскадрой контр-адмирала Н. И. Небогатова. Во время этой стоянки Д. Г. Фелькерзам тяжело заболел и 10 мая, уже на подходе к Японии, умер, однако этот факт был скрыт от личного состава эскадры (помимо экипажа «Осляби», об этом знали лишь штабные чины на флагманском броненосце «Князь Суворов»: сообщение о смерти было передано с «Осляби» заранее установленным сигналом «На корабле сломалась шлюпбалка»). Над броненосцем продолжал развеваться контр-адмиральский флаг, хотя 2-м броненосным отрядом фактически командовал командир «Осляби» капитан 1 ранга В. И. Бэр.
В разгоревшемся 14 (27) мая 1905 года Цусимском сражении «Ослябя» наряду с флагманским «Суворовым», открывшим огонь в 13.49, стал главной мишенью для японских артиллеристов. Положение усугублялось тем, что русская эскадра выполняла перестроение из двух колонн в одну и, чтобы не налететь на впереди идущие корабли, «Ослябя» вынужден был почти остановиться, что сделало его лёгкой целью. К моменту, когда корабль снова дал ход, в него уже попало несколько снарядов. Носовая башня успела сделать всего три залпа: в неё один за другим попало три снаряда, причём третий влетел в амбразуру и перебил всю прислугу. Крупный снаряд взорвался у первой переборки жилой палубы. Через пробоину, расположенную большей частью над водой, были затоплены первый и второй отсеки жилой палубы; через разбитые вентиляционные трубы вода стала поступать в левый носовой 152-мм погреб и подбашенное отделение носовой башни. На некоторое время распространение воды по жилой палубе остановила вторая переборка. Вода отрезала людей, находившихся в носовом отделении динамо-машин и минных аппаратов, но их удалось вывести через носовую башню.
Через четверть часа после начала боя «Ослябя» потерял грот-стеньгу, а в носовой части было не менее 15 пробоин. Корабль постепенно оседал носом и кренился на левый борт. Крупный снаряд, разрушив броню, попал в угольную яму № 10, которую быстро затопило; вода стала распространяться в левую запасную крюйт-камеру. Для выравнивания крена стали затапливать правые коридоры, а затем и патронные погреба. По врагу продолжали стрелять кормовая башня и два 152-мм орудия кормового каземата, остальные орудия были выведены из строя.
Около 14.25 «Ослябя» с креном до 12° на левый борт, зарывшись носом по самые клюзы, выкатился из строя вправо; на рострах бушевал пожар. Вода с левого борта дошла до нижних орудийных портов и стала через них потоками вливаться внутрь. Руководивший борьбой за живучесть лейтенант М. П. Саблин, убедившись в невозможности остановить распространение воды, поднялся на мостик и доложил о неизбежности гибели броненосца. Командир капитан 1 ранга В. И. Бэр, получивший ранение в начале боя, приказал команде выходить наверх и спасаться. Сам он покинуть корабль отказался. Около 14.40 «Ослябя» лёг на борт и спустя несколько минут затонул. С броненосцем погибло 23 офицера, 9 кондукторов и 472 нижних чина. 
Подошедшие к месту гибели корабля миноносцы «Бравый», «Буйный», «Быстрый», «Блестящий» и буксирный пароход «Свирь» поднимали людей из воды под непрекращающимся артиллерийским огнём. Всего ими было спасено 405 человек (включая 9 офицеров): «Буйным» — 204 человека (5 офицеров), «Бравым» — 183 человека (4 офицера), «Быстрым» — 10 человек и «Блестящим» — 8 человек. Однако некоторые из них в продолжавшемся сражении погибли.
«Бравый» прорвался во Владивосток, но в бою получил попадание японским 203-мм снарядом, убившим 6 спасённых «ослябовцев». «Быстрый» под угрозой захвата был затоплен командой, все спасённые попали в плен. «Блестящий» в бою получил тяжёлые повреждения и был затоплен, экипаж и все спасённые с «Осляби» были переведены на миноносец «Бодрый», которому позднее удалось добраться до Шанхая. Наиболее драматично сложилась судьба спасённых «Буйным»: пережив первый день боя, утром 15 мая из-за своего аварийного состояния (повреждения были получены при спасении моряков с «Осляби») он был затоплен, а команда и все спасённые с «Осляби» переданы на броненосный крейсер «Дмитрий Донской». Однако через несколько часов его нагнал японский отряд, «Дмитрий Донской» принял неравный бой и получил десятки попаданий снарядов. Среди спасённых с «Осляби» началась паника, двое из них бросились за борт и погибли, а от разрывов японских снарядов погибли ещё 11 матросов (по другим данным, 22) из их числа и 21 получили ранения. Все уцелевшие 16 мая оказались в японским плену.

## Список офицеров «Осляби» и флаг-офицеров штаба младшего флагмана, погибших в Цусимском сражении
- старший флагманский офицер штаба младшего флагмана лейтенант Фёдор Михайлович барон Косинский 1-й
- командир капитан 1 ранга Владимир Иосифович Бэр 1-й
- старший офицер капитан 2 ранга Давид Борисович Похвиснев
- старший артиллерийский офицер, капитан 2 ранга Сергей Эмильевич Генке
- младший артиллерийский офицер, лейтенант Константин Карлович Тундерман 4-й
- старший штурманский офицер, лейтенант Иван Валентинович Дьяченков
- младший штурманский офицер, мичман Вячеслав Петрович Палецкий 2-й
- вахтенный начальник, лейтенант Владимир Александрович фон Нидермиллер 2-й
- вахтенный начальник, мичман Владимир Николаевич Трувеллер
- вахтенный офицер, мичман Василий Петрович Шиповалов
- вахтенный офицер, мичман Валериан Валерианович Майков
- вахтенный офицер, прапорщик по морской части Фридрих Николаевич Ширкенгефер
- вахтенный офицер, прапорщик по морской части Иван Васильевич Болдырев
- старший судовой механик, полковник корпуса инженер-механиков Николай Андреевич Тиханов
- трюмный механик, поручик корпуса инженер-механиков Пётр Флавьянтович Успенский 1-й
- младший судовой механик, поручик корпуса инженер-механиков Григорий Григорьевич Даниленко 2-й
- младший судовой механик, поручик корпуса инженер-механиков Алексей Александрович Быков
- младший судовой механик, поручик КИМ Анатолий Георгиевич Шевелев
- младший судовой механик, прапорщик по механической части Семён Артемьевич Майструк
- младший судовой механик, прапорщик по механической части Василий Иосифович Медведчук
- старший судовой врач, коллежский советник Григорий Степанович Васильев
- младший судовой врач, лекарь Георгий Роландович Бунтинг
- корабельный инженер, старший помощник судостроителя Константин Антонович Змачинский
- судовой священник, иеромонах Виктор (Никольский)